# Piramide van Djedefre
De Piramide van Djedefre is een piramide gebouwd in de 4e dynastie tijdens de regering van farao Djedefre.

## De piramide
De Piramide van Djedefre is onvoltooid, het heeft een granieten bekleding en staat in Abu Roash. De maten van de piramide zijn: basiszijde 106 meter, hoogte 67 meter. Er zijn opgravingen geweest in het begin van de 20e eeuw en tegenwoordig is er nog een Frans-Zweeds team door Michel Valloggia. De piramide is gebouwd op een rots die uitstijgt boven de Nijlvallei. De kern van de piramide bestaat uit kalksteen uit de buurt. In de noordelijke muur is er een overblijfsel van een ingang en die leidt naar de kamer waar de dode was begraven. Tijdens de opgravingen bleek dat een fragment van de roze granieten sarcofaag was gevonden.
De piramide is uniek omdat deze van origine gebouwd is als een trappenpiramide en door de eeuwen heen ontmanteld is. De piramide is erg schuin gebouwd, wel 60 graden en deels van graniet. De grafkamer is ontzettend groot en diep. 
Bij opgravingen is er een lege ruimte voor een boot gevonden, en rond 1900 ook drie hoofden van beelden van kwartsiet van de farao. 

### Bijgebouwen
Naast de Piramide van Djedefre zijn er ook twee kleinere piramiden gevonden ten zuidwesten en ten zuidoosten van de piramide. Ten zuidwesten van de piramide is de vrouw van Djedefre, Chentatenka, begraven. Verder is er ook een dodentempel, die gedeeltelijk nog overeind staat, maar deels ook verwoest is.

Overzicht van het piramidecomplex van Djedefre
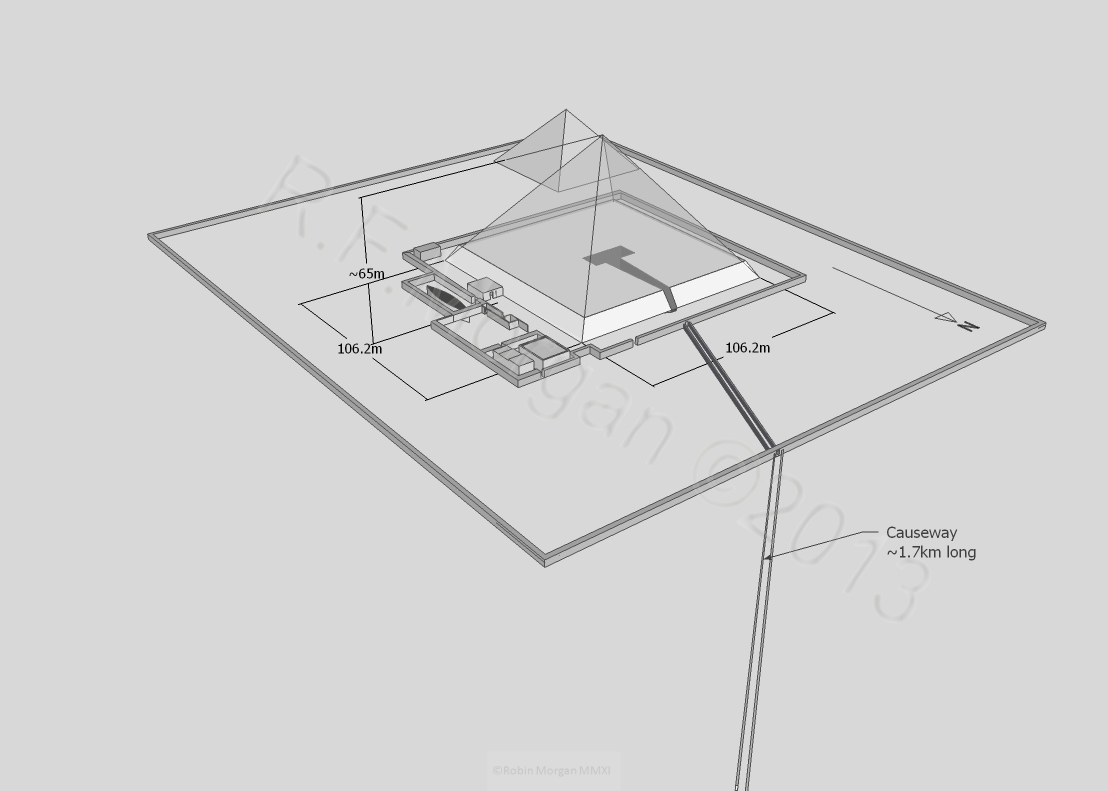
Oorspronkelijk ontwerp
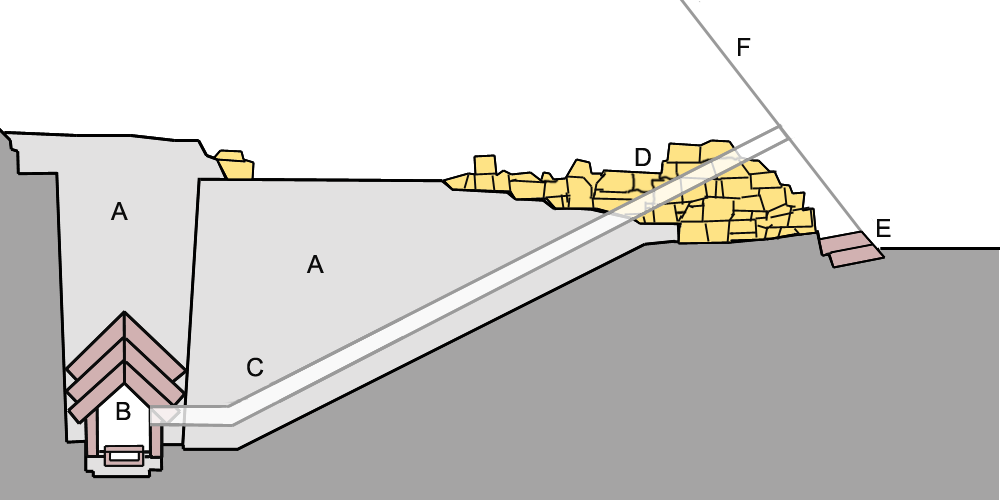
Zijaanzicht

## Galerij

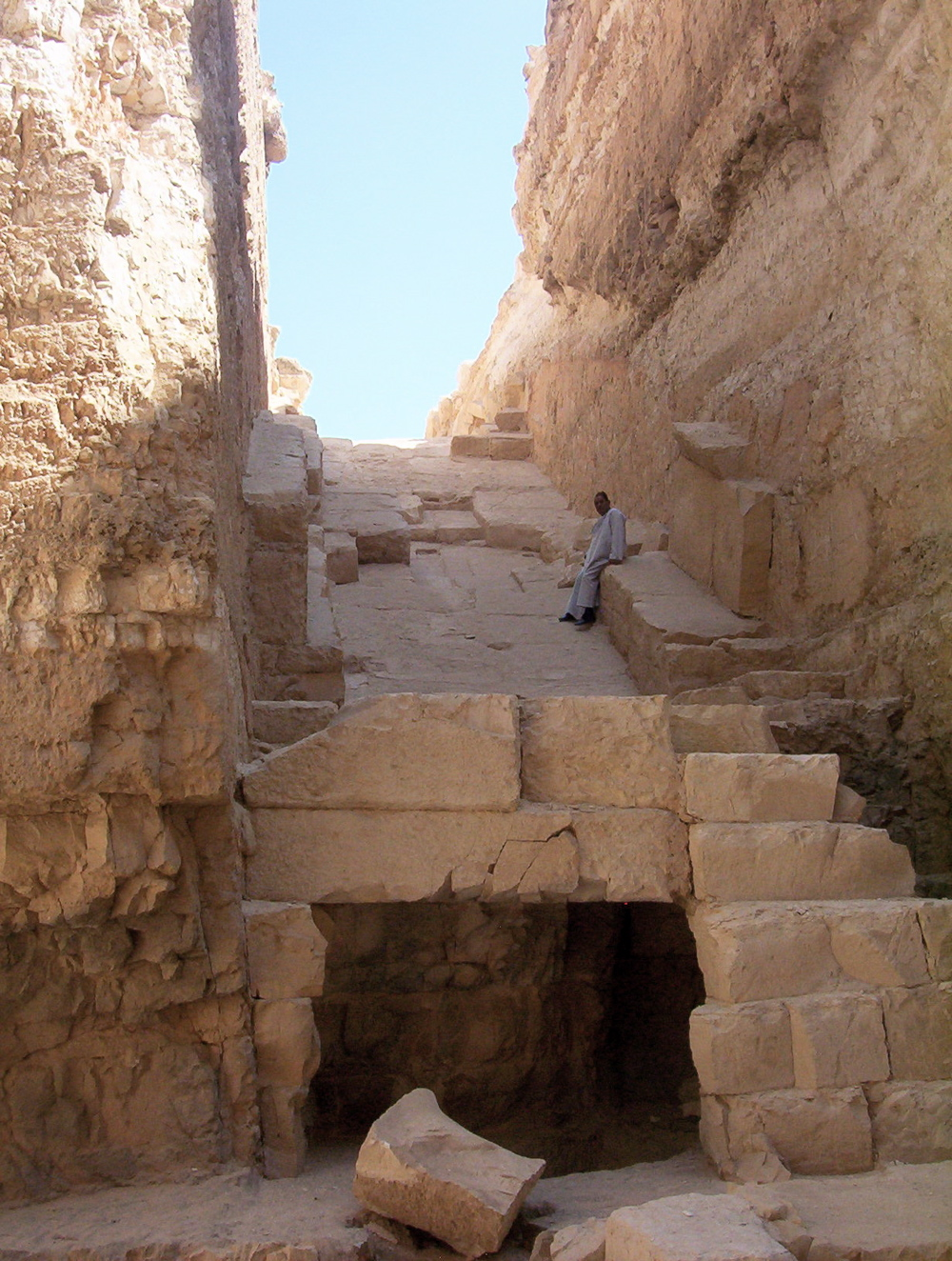
Grafkamer
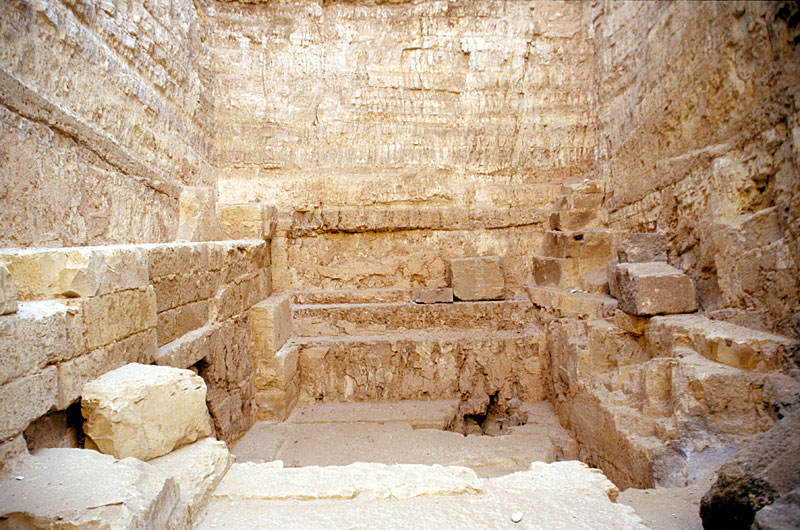
Grafkamer
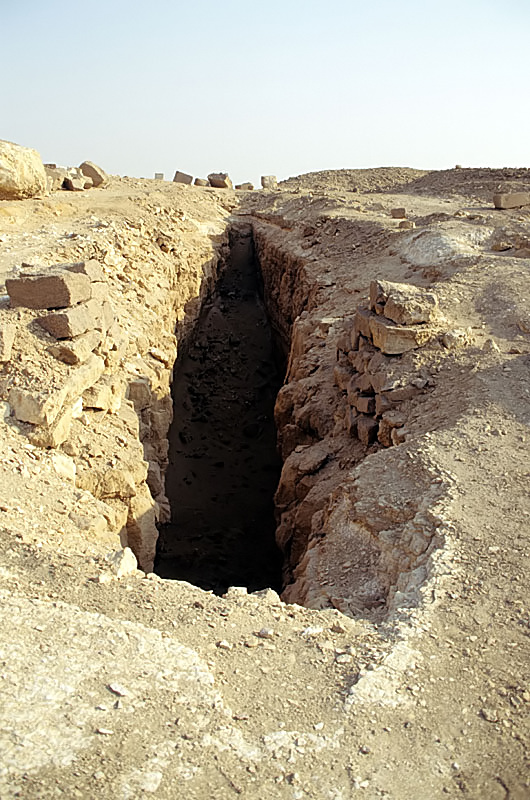
Plek van de boot van de farao
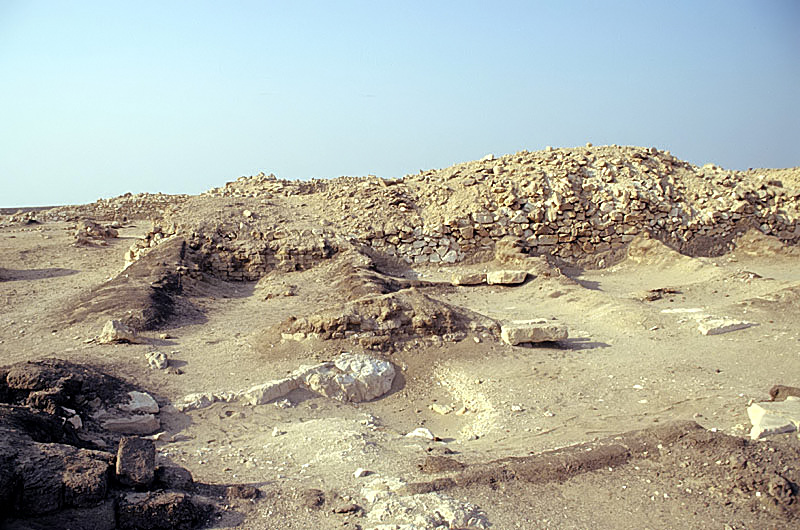
Resten van huizen
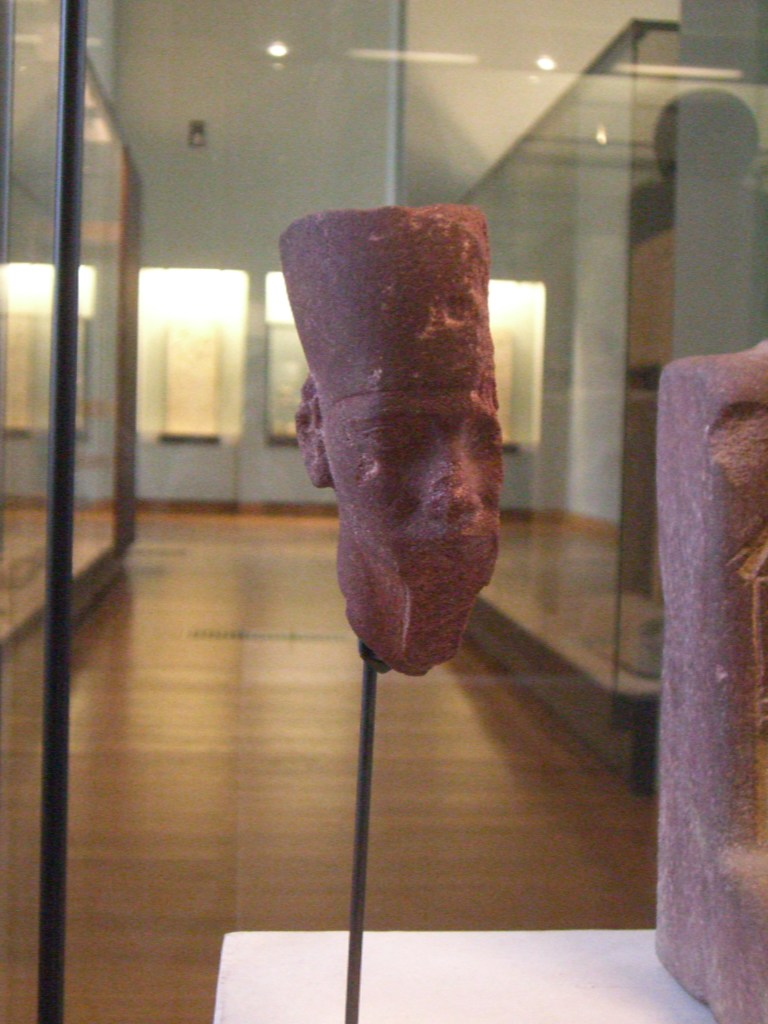
Hoofd van de farao Djedefre van kwartsiet Louvre